# ワハハ本舗の地球で1番おもしろいTV
『ワハハ本舗の地球で1番おもしろいTV(仮)』（ワハハほんぽのちきゅうでいちばんおもしろいテレビカッコかり）は、テレビ朝日のCS放送テレ朝チャンネルで放送されているバラエティ番組である。2008年6月15日放送開始。

## 概要
WAHAHA本舗の歌姫こと梅垣義明が久本雅美から「地球で1番おもしろいことなら何やってもいい!」という無理難題を突きつけられてスタートしたワハハ本舗の若手劇団員が総出演するバラエティ番組。
第1回目の放送で若手劇団員による「地球で1番おもしろい企画」のプレゼン大会が開催され、採用された企画が順次放送されていく予定。
基本は梅垣プロデューサーが選んだ企画を2・3本放送、CMなし、オールロケVTRとなる。ロケ内容は、猫ひろしが企画した「窮鼠猫を噛む」（追い詰められたネズミは猫ひろしに噛み付くのか？）や、梅垣プロデューサー自ら企画した「日本の祭り発掘記」（日本で行われているマニアックな祭りの紹介）など、基本的にくだらないことに執念を燃やして取り組むドキュメント形式のスタンスを採用している。

## これまで放送された企画
- 猫ひろしpresents「窮鼠猫を噛む」

米人気ドラマ「24」をパロディ形式にして、24時間で都会に潜む野生のネズミを見つけて対決する企画
第3回で完結
- 梅垣義明presents「日本の祭り発掘記」

日本にあるマイナーな祭りを梅垣義明とトニー淳(3ガガヘッズ)が紹介。
静岡県・伊豆稲取温泉の「どんつく祭り」に参加する企画
第3回で完結
- セクシー寄席presents「寝姿美人コンテスト」

ワハハ本舗に所属する女性劇団員の自宅で、貧乏生活の様子を劇団員自らがカメラを回して就寝まで撮影する企画。
- ラジークイーンpresents「ガチンコプロレス道」

ラジークイーンの3名がプロレスに挑戦するであろう企画。
プロレス団体ドラディションの吉江豊が登場している。
ちなみに、吉江豊の実兄はラジークイーンのメンバーであるよしえ・つねお
- ポカスカジャンpresents「69トーク」

ポカスカジャンが毎回“Sガール”と呼ばれる女性ゲストと共に過激なトークを展開する
第1回目のゲストはAV女優の小澤マリア
第2回目のゲストはAV女優の青木りん
- 梅垣義明presents「クイズ!ここはどこ?」

若手劇団員をアポ無しで拉致した後、目隠しをしてある場所へ移動
連れて行った場所を1分以内で答えさせるという企画
ちなみに賞金は1万円だが、成功者はゼロである
これまでの出演者はパー&ナー・兵頭有紀・元氣安(おいおい教の教祖)
寺田奈美江、ガッポリ建設、キャラメルマシーン
- じじ・ぶぅpresents「真夏の心霊爆笑ツアー」

じじ・ぶぅが猫ひろしの穴埋め役として急遽行った心霊企画
参加劇団員たちは、じじ・ぶぅ案内のもと、心霊スポットに出向きネタを拾うする
トニー淳(3ガガヘッズ)・冷蔵庫マン・大窪みこえの3名が参加

## 現在放送中の企画
- 冷蔵庫マンpresents「冷え散歩」

テレビ朝日の「ちい散歩」を冷蔵庫マンがパロディ化した企画
街中にあるもので冷蔵庫ジョークを披露し、道行く人々を凍り付かせることが使命らしい
1回目は若者の街・渋谷、2回目はお年寄りの原宿・巣鴨を散歩した
- 猫ひろしpresents「招き猫ひろしになる」

前回の「窮鼠猫を噛む」企画と同じく米人気ドラマ「24」をパロディ形式にして、24時間占いだけを信じて、招き猫を物々交換で高価なものへと変えていく企画
- 梅垣義明presents「キャラ芸人接待ツアー」

全国ツアーで荒稼ぎをしている梅垣義明がワハハ本舗所属のキャラ芸人たちを深夜の盛り場で接待するという企画
出演者は冷蔵庫マン、元氣安（おいおい教教祖）、ガッポリ建設、大窪みこえ
SM女王やキャバクラ嬢、オカマやホストといった面々からくだらない接待を受けた

## 出演者

### レギュラー
梅垣義明
番組プロデューサーという立場で出演
猫ひろし
トニー淳（3ガガヘッズ）
ポカスカジャン

### 準レギュラー
てるやひろし
パー&ナー
セクシー寄席
3ガガヘッズ
兵頭有紀
楽珍トリオ
ラジークイーン
飯塚俊太郎（冷蔵庫マン）
ガッポリ建設
ジジ・ぶぅ
大窪みこえ
ウクレレえいじ
βMW.c
久本雅美 special thanks名義 第1回目に出演

## スタッフ
- 構成：田口佳宏 清隼一郎
- ナレーター：森一丁
- 技術:てんこもりスタジオ
- EED:山田克規
- MA:黒川博光
- 音効:稲船義之
- CG:藤原かやの
- タイトル:なんきん
- ディレクター：譲原繁
- 演出：金澤タダスケ
- プロデューサー：吉田勝文(テレビ朝日)・吉見健士
- 制作協力：共同テレビ ワハハ本舗
- 制作：テレビ朝日、テレ朝チャンネル

## 放送時間
（隔週放送）
- 日曜24:30-25:00
- 金曜22:30-23:00（再放送）